# Serbia al Turkvision Song Contest
La Serbia ha partecipato a 2 edizioni del Turkvision Song Contest a partire dal 2015, ed il canale che cura le varie partecipazioni è RTV Novi Pazar, canale regionale della zona di Sangiaccato.

## Partecipazioni
- Primo posto
- Secondo posto
- Terzo posto
- Ultimo posto

| Anno                                    | Artista             | Canzone             | Posizione           | Punti               | Note                |
| --------------------------------------- | ------------------- | ------------------- | ------------------- | ------------------- | ------------------- |
| Nessuna partecipazione dal 2013 al 2014 |                     |                     |                     |                     |                     |
| 2015                                    | Almedin Varošanin   | "Trag" (Траг)       | 15                  | 140                 |                     |
| 2017                                    | Edizione cancellata | Edizione cancellata | Edizione cancellata | Edizione cancellata | Edizione cancellata |
| 2020                                    | Haris Skarep        | Doživotno osuđen    | 13                  | 178                 |                     |